# Melinda Dillon
Melinda Dillon (født 13. oktober 1939, død 9. januar 2023) var en amerikansk teater-, tv- og filmskuespiller.

## Opvækst
Dillon blev født i Hope, Arkansas, som datter af E. Norine (født Barnett) og WS Dillon, en hærofficer. Hun studerede på Hyde Park High School i Chicago.

## Karriere
Dillon blev nomineret til en Tony Award for bedste kvindelige hovedrolle i skuespillet, som var hendes første store rolle. Dillon fik sin begyndelse som en improvisatorisk komiker og teaterskuespiller som Honey i den oprindelige Broadway-produktion af Edward Albees Hvem er bange for Virginia Woolf?. Hun medvirkede senere i You Know I Can't Hear You When the Water's Running og Paul Sill's Story Theatre.
Dillon første film var April, april i 1969. Hun arbejdede også i tv, f.eks. i en gæsterolle i 1969 i et afsnit af den populære tv-serie Bonanza, "A Lawman's Lot Is Not a Happy One" (Sæson 11). Hun medvirkede som Sue Memphis med David Carradine i 1976 og blev nomineret til en Golden Globe for bedste kvindelige debut for rollen i Woody Guthries film Landet der er mit. Det følgende år blev hun nomineret til en Oscar for bedste kvindelige birolle for sin rolle som mor, hvis barn er bortført af rumvæsener i Steven Spielbergs Nærkontakt af tredje grad. Samme år gjorde hun en ukrediteret cameo i The Muppet Movie, og havde en rolle i komedien Slap Shot med Paul Newman. Fire år senere blev Dillon igen nomineret til en Oscar for bedste kvindelige birolle for sin præstation som en selvmorderisk lærer uden ondsindede hensigter i 1981, hvor hun igen arbejdede med Paul Newman.
Som komiker er Dillon måske bedst kendt for sin rolle som den sympatiske mor til Ralphie og Randy Bob Clarks i julefilmsklassikeren fra 1983 A Christmas Carol. Filmen er baseret på en række romaner og noveller skrevet af Jean Shepherd om unge Ralphie Parker (spillet af Peter Billingsley) og hans søgen efter en Red Ryder BB pistol fra julemanden.
Fire år senere medvirkede Dillon sammen med John Lithgow i komedien Bigfoot and Hendersons. Hun fortsatte med at være aktiv på scenen og i film gennem 1990'erne, med roller i Barbra Streisands dramafilm Savannah, lavbudgetfilmen af Lou Diamond Phillips Sioux City og dramaet Kærlighedens mønster.
I 1999 medvirkede hun i Magnolia, instrueret af Paul Thomas Anderson, som Rose Streets, gift med tv-vært Jimmy Gator, af Philip Baker Hall spillede og gæstede i 2005 i en episode af Law & Order: Special Victims Unit.

## Privatliv
Melinda Dillon var gennem sin karriere meget privat, og information om hendes privatliv er stort set ukendt. Hun var gift med skuespiller Richard Libertini fra 30. september 1963 til 18. januar 1978, med hvem hun har sønnen Richard Libertini, Jr.

## Filmografi
- Captain America (1990)